# Charles Brownlow (1er baron Lurgan)
Pour les articles homonymes, voir Charles Brownlow et Brownlow.
Charles Brownlow (17 avril 1795 - 30 avril 1847) est un homme politique irlandais qui siège à la Chambre des communes de 1818 à 1832 et est élevé à la pairie en 1839.

## Biographie
Il est le fils du lieutenant-colonel Charles Brownlow et de sa femme Caroline Ashe. En 1818, il est élu membre du Parlement pour Armagh et occupe ce siège jusqu'en 1832. En 1829, année du Roman Catholic Relief Act 1829, Brownlow donne au révérend O'Brien un terrain pour construire une église dans la ville de Derry. En 1833, il construit Brownlow House conçue par l'architecte d'Edimbourg William Henry Playfair dans le style élisabéthain et construit en grès écossais. Il est shérif d'Armagh en 1834 et est élevé à la pairie par la reine Victoria, comme baron Lurgan, de Lurgan dans le comté d'Armagh, le 14 mai 1839.
Il souhaite améliorer son domaine et s'intéresse activement au bien-être de la population de Lurgan. Pendant la grande famine, il est président du conseil des gardiens de Lurgan et est constamment à son poste. Il contracte la fièvre typhoïde dont il meurt à l'âge de 52 ans .

## Famille
Il épouse le 1er juin 1822 Mary Bligh, fille de John Bligh (4e comte de Darnley) et Elizabeth Brownlow. Il se remarie avec Jane Macneill, le 15 juillet 1828. Son fils, de son second mariage, Charles Brownlow, lui succède.
Sa fille, Clara Anne Jane Brownlow (morte en 1883), épouse le colonel William Macdonald Farquharson Colquhoun Macdonald de l'abbaye St Martins (1822-1893).